# Symbiotes duryi
Symbiotes duryi là một loài bọ cánh cứng trong họ Endomychidae. Loài này được Walton miêu tả khoa học năm 1910.